# Síndrome de Swyer
El síndrome de Swyer o disgenesia gonadal 46XY pura es una alteración genética que se caracteriza por una falta de correlación entre el fenotipo sexual (femenino) y el cariotipo (masculino). Son individuos de fenotipos femeninos con ausencia de caracteres sexuales secundarios debido a una mutación del gen SRY. Los genitales femeninos que poseen son la vagina, útero y trompa de Falopio, mientras que los ovarios no se desarrollan, los cuales son remplazados por tejido cicatrizal fibroso.
Fue descrito por el Dr. Swyer en 1955 por primera vez y se clasificó a posterioricomo un Desorden del desarrollo sexual (DSD), (el cual incluye cualquier alteración del par de cromosomas sexuales). Los pacientes con este síndrome tienen cromosomas masculinos XY en vez de tener cromosomas femeninos XX, por lo cual no producen hormonas sexuales y no experimentan los cambios que se producen durante la pubertad. La causa de este síndrome se puede deber a mutaciones de novo, o de forma autosómica dominante o recesiva, ligada al cromosoma X o al cromosoma Y.
Es un desorden poco frecuente y se da en 1:80.000 nacimientos.

## Definición
Se debe a una alteración de los cromosomas sexuales y de la diferenciación sexual, debido a la mutación del gen SRY, sin embargo, se ha visto que afecta al menos dos genes más, el gen SOX-9 y el WT-1, que participan en la determinación sexual.

Primero se pensó en un defecto del gen SRY que se le atribuía toda la responsabilidad en el desarrollo sexual masculino. Sin embargo las anormalidades de este gen solo se encontraron en el 15-20% de los casos. Se logró observar que había una participación de otros genes como lo son el gen NROB1 que se encuentra en el cromosoma X (humano), el gen DHH que está presente en el cromosoma 12 (humano) y el gen NR5A1 que se localiza en el cromosoma 9 (humano). Por lo tanto, este síndrome nos revela que hay múltiple participación de diversos genes, no solo a nivel sexual sino también en el desarrollo de estructuras y funciones que nos ayudan a determinar si una persona es un hombre o una mujer.

## Causas
La causa exacta de este síndrome no se conoce. Se ha observado que las mutaciones de diferentes genes relacionados al desarrollo de la diferenciación sexual normal en los fetos son lo que producen este síndrome. Aproximadamente 15 – 20% de los casos se debe a una mutación o a una deleción del cromosoma Y, y que este cambio contenga al gen SRY, ya que este gen es importante en la formación del testículo. Otros genes que se han logrado observar en la intervención de este síndrome son los genes NROB1 que lo podemos localizar en el cromosoma X (humano), DHH ubicado en el cromosoma 12, NR5A1 o SF1 que lo localizamos en el cromosoma 9 (humano), WNT4, CBX2 , GATA4 y WWOX.
Se tiene que considerar que algunos casos de este síndrome no son heredables, sino que son producidos de manera espontánea, causa desconocida u otras como una mutación de novo.
Se ha observado a pacientes con este síndrome y que cuyos padres tienen alteraciones en el gen SRY y ellas no desarrollan este síndrome. Por eso se ha propuesto que es necesario alteraciones de diferentes genes para el desarrollo de la enfermedad.

## Clínica
La mayoría presentan un fenotipo femenino asintomático hasta el inicio de la pubertad, en el que suelen consultar por amenorrea primaria y retraso en la pubertad, en este momento se descubren que estas niñas carecen de ovarios y no producen hormonas sexuales.

Son mujeres altas, usualmente con un útero pequeño y un clítoris ligeramente agrandado. Son mujeres estériles debido a la ausencia de ovarios. Puede presentarse cierta virilización tras la pubertad. 

Aproximadamente un 30% de las pacientes con síndrome de Swyer desarrollan gonadoblastoma, un tumor maligno que ocurre más frecuentemente en personas con desarrollo defectuoso de las gónadas. Los tumores gonadales pueden desarrollarse a cualquier edad, incluso durante la infancia aún antes de que se sospeche la presencia del síndrome de Swyer.

## Diagnóstico
El diagnóstico se realiza con una detallada anamnesis, identificación de características como la falta de la menstruación y ausencia de ovarios, entre otras.
También realizar un cariotipo (idiograma) y análisis genéticos moleculares que nos permitan determinar mutaciones de algunos genes asociados al síndrome. Incluir estudios a los familiares de primera línea para orientarnos si la condición es esporádica o hereditaria.